# 서진달
서진달(金昌洛, 1908년~1947년)은 한국의 화가이다. 호는 도풍(稻風)이다. 조선미술전람회(朝鮮美術展覽會)에 여러 차례 입선하했으며, 1943년에 만주 하얼빈에서 개인전을 개최했다.